# Melanargia brunissime
Melanargia brunissime är en fjärilsart som beskrevs av Edmond Perrier 1935. Melanargia brunissime ingår i släktet Melanargia och familjen praktfjärilar. Inga underarter finns listade i Catalogue of Life.